# 1979년 로스앤젤레스 영화 비평가 협회상
제5회 로스앤젤레스 영화 비평가 협회상은 1979년 12월 15일에 발표되어 1980년 1월 9일에 열린 시상식이다.

## 수상 및 후보

### 작품상
- 크레이머 대 크레이머

### 감독상
- 크레이머 대 크레이머 - 로버트 밴튼 수상

### 남우주연상
- 크레이머 대 크레이머 - 더스틴 호프만 수상

### 여우주연상
- 노마 레이 - 샐리 필드 수상

### 남우조연상
- 찬스 - 멜빈 더글러스 수상

### 여우조연상
- 크레이머 대 크레이머 - 메릴 스트립 수상
- 맨하탄 - 메릴 스트립 수상

### 각본상
- 크레이머 대 크레이머 - 로버트 밴튼 수상

### 촬영상
- 검은 종마 - 카렙 디샤넬 수상

### 음악상
- 검은 종마 - 카민 코폴라 수상

### 외국어영화상
- 서바이벌 런 - 폴 버호벤 수상

### 신인상
- 할로윈 - 존 카펜터 수상

### 공로상
- 존 휴스턴 수상